# Aston, Jamaica
Aston är en by ca 26 km norr om staden Mandeville på Jamaica. Byn ligger på norra sidan av landsväg B4. Byn Clanden ligger på södra sidan av landsväg B4. 